# Regne de Xipre
El Regne de Xipre va ser un regne catòlic establert a l'illa de Xipre després de la Tercera Croada, al final de l'edat mitjana, entre el 1192 i el 1489. El seu govern va estar dominat per la dinastia francesa de Lusignan, que convertí aquest regne en un bastió occidental després dels fracassos a les croades. També fou la seu de l'Orde Teutònic.

## Història
Xipre fou conquerida el 1191 per Isaac Comnè, un governador local que s'autoproclamà emperador fent-se independent de l'Imperi de Constantinoble. Durant la Tercera Croada, Ricard Cor de Lleó, rei d'Anglaterra, va obtenir l'illa, i la va vendre a l'Orde del Temple. Finalment fou cedida el 1192 al rei consort de Jerusalem, Guiu de Lusignan, que, després del fracàs de la croada de Ricard, podia ser desposseït de la corona per la seva esposa. El seu germà i successor, Amalric I de Xipre, va rebre el títol i la corona de mans d'Enric VI del Sacre Imperi Romanogermànic. La població minoritària Catòlica Romana es va agrupar en algunes ciutats costaneres, com Famagusta o Nicòsia, la capital. Els catòlics romans van conservar les regnes del poder i el control, mentre que la majoria de població autòctona grega vivia en el camp; era una política molt semblant a la portada a terme en el Regne de Jerusalem. L'Església Ortodoxa de Xipre, amb el seu propi arquebisbe, va romandre a l'illa, encara que va perdre bastant poder enfront dels catòlics llatins.

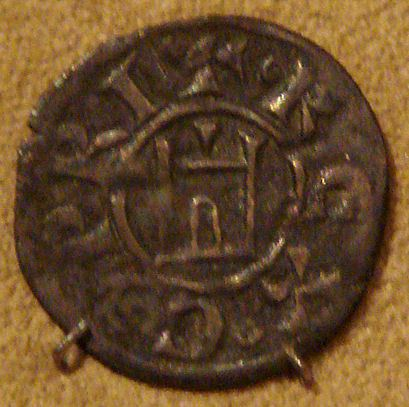
Moneda del Regne de Xipre.

Després de la mort d'Amalric, el regne va passar a les mans d'una sèrie de joves que creixien ja com reis. La família d'Ibelín, que havia tingut molt poder a Jerusalem abans de la seva caiguda, va actuar com a regent durant els primers anys. El 1229, els Ibelin van ser expulsats del poder per l'emperador Frederic II, que portà la lluita dels güelfs i gibel·lins a l'illa. Els partidaris de Frederic van ser derrotats el 1233, encara que el conflicte va continuar a Israel i a Europa. Els descendents de Frederic van continuar governant com a reis de Jerusalem fins al 1268, quan Hug III de Xipre va reclamar el títol i el territori d'Acre després de la mort de Conrad III de Jerusalem, unint així els dos regnes.
Els territoris d'Israel foren finalment perduts el 1291 durant el regnat d'Enric II de Jerusalem, encara que els reis de Xipre van continuar reclamant-ne el títol. Igual que Jerusalem, Xipre tenia una Haute Cour (Tribunal Superior), encara que menys poderós del que existia a Jerusalem. L'illa era més rica que Jerusalem i socialment més feudal, de manera que el rei posseïa un major tresor personal, que li assegurava més independència respecte a la Haute Cour. La família de vassalls més important va ser l'estesa Casa d'Ibelin. No obstant això, el rei sovint entrava en conflicte amb els comerciants italians, ja que Xipre s'havia convertit en el centre del comerç europeu amb Àfrica i Àsia després de la caiguda d'Acre el 1291. Finalment, el segle xiv, el regne visqué el domini creixent dels comerciants genovesos. Així, Xipre es va posicionar del costat del Papat d'Avinyó en el Gran Cisma d'Occident, amb l'esperança que els francesos serien capaços d'expulsar els italians. Després, el 1426, els mamelucs van obligar el regne a fer-los tribut. Els monarques posteriors van perdre gradualment la independència fins que Caterina Cornaro, l'última reina, es va veure obligada a vendre l'illa a Venècia el 1489.

## Reis de Xipre

### Casa de Lusignan

Escut d'armes dels Reis de Xipre

- Guiu de Lusignan 1192-1194
- Amalric I de Lusignan 1194-1205
- Hug I de Lusignan 1205-1218
- Enric I de Lusignan 1218-1253
- Hug II de Lusignan 1253-1267

### Casa de Poitiers-Lusignan
- Hug III d'Antioquia-Poitiers, adopta el cognom matern Lusignan 1267-1284
- Joan I de Lusignan 1284-1285
- Enric II de Lusignan 1285-1306
- Amalric II de Lusignan 1306-1310
- Enric II (segona vegada) 1310-1324

Escut d'armes dels Reis de Xipre i Jerusalem

- Hug IV de Lusignan 1324-1359
- Pere I de Lusignan 1359-1369
- Pere II de Lusignan 1369-1382
- Jaume I de Lusignan 1382-1398
- Janus de Lusignan 1398-1432
- Joan II de Lusignan 1432-1458
- Carlota 1458-1460
- Jaume II de Xipre 1460-1473
- Jaume III de Xipre 1473-1474
- Caterina Cornaro 1474-1489